# Henryk Brzezowski
Henryk Brzezowski (ur. 22 kwietnia 1879 w Morawskiej Ostrawie, zm. 21 października 1964 w Krakowie) – pułkownik kawalerii Wojska Polskiego, kawaler Orderu Virtuti Militari.

## Życiorys
W 1900 roku ukończył z odznaczeniem Terezjańską Akademię Wojskową w Wiener Neustadt. W latach 1900–1903 był oficerem austriackiej kawalerii w 2 pułku ułanów Austro-Węgier, później instruktor na różnych kursach i w szkołach jazdy. Absolwent Reitschule i Akademii Sztabu Generalnego w Wiedniu. W 1913 został awansowany na rotmistrza, a w czasie Wielkiej Wojny mianowany dowódcą szwadronu, później dywizjonu jazdy. Za udział w zdobyciu Bukaresztu otrzymał Krzyż Żelazny. W 1918 awansował do stopnia majora, a później został komendantem oddziału Wyższej Szkoły Wojennej w Wiedniu.

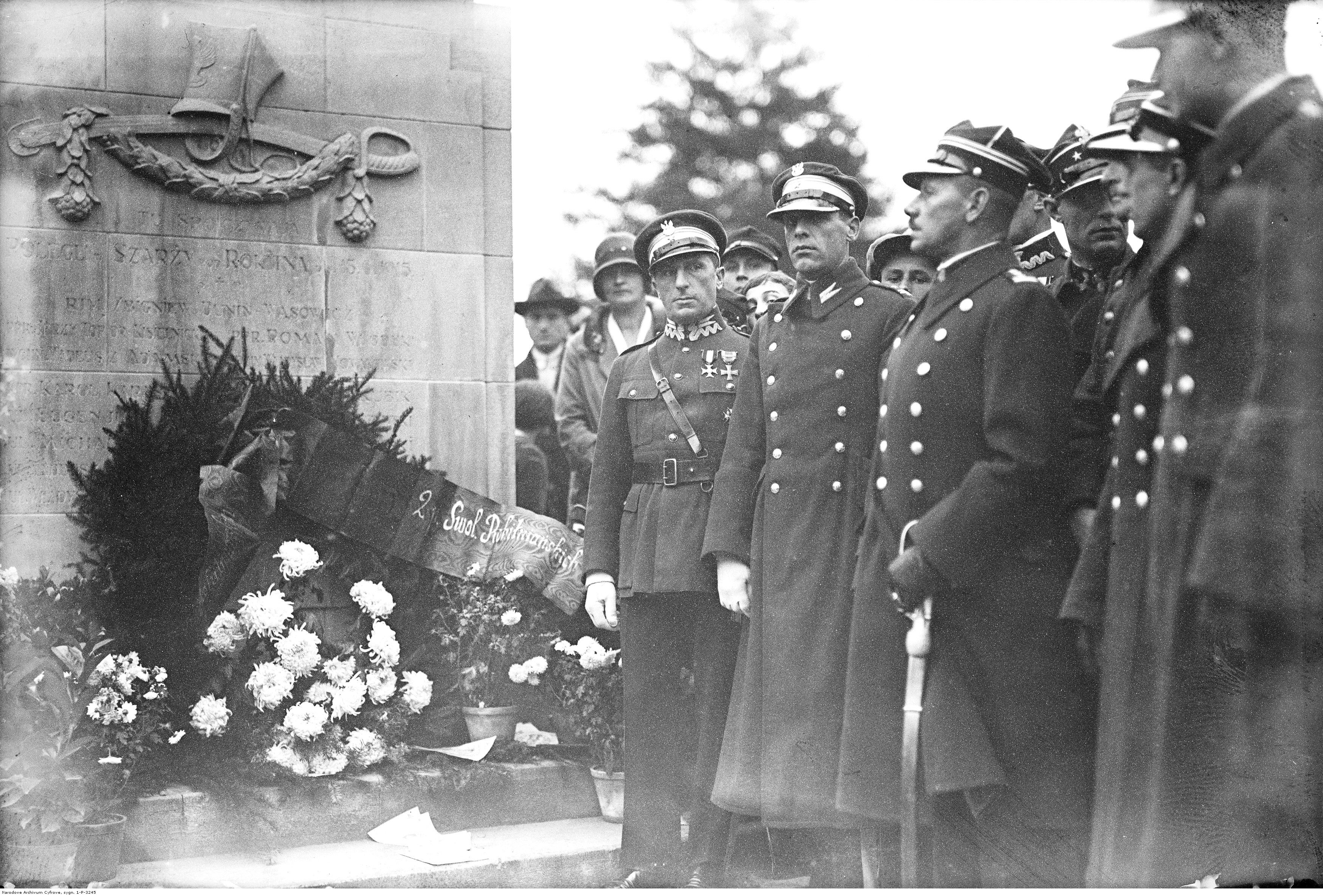
Złożenie hołdu poległym w bitwie pod Rokitną 1915 roku w Krakowie 1 listopada 1927; płk Henryk Brzezowski 3. z lewej.

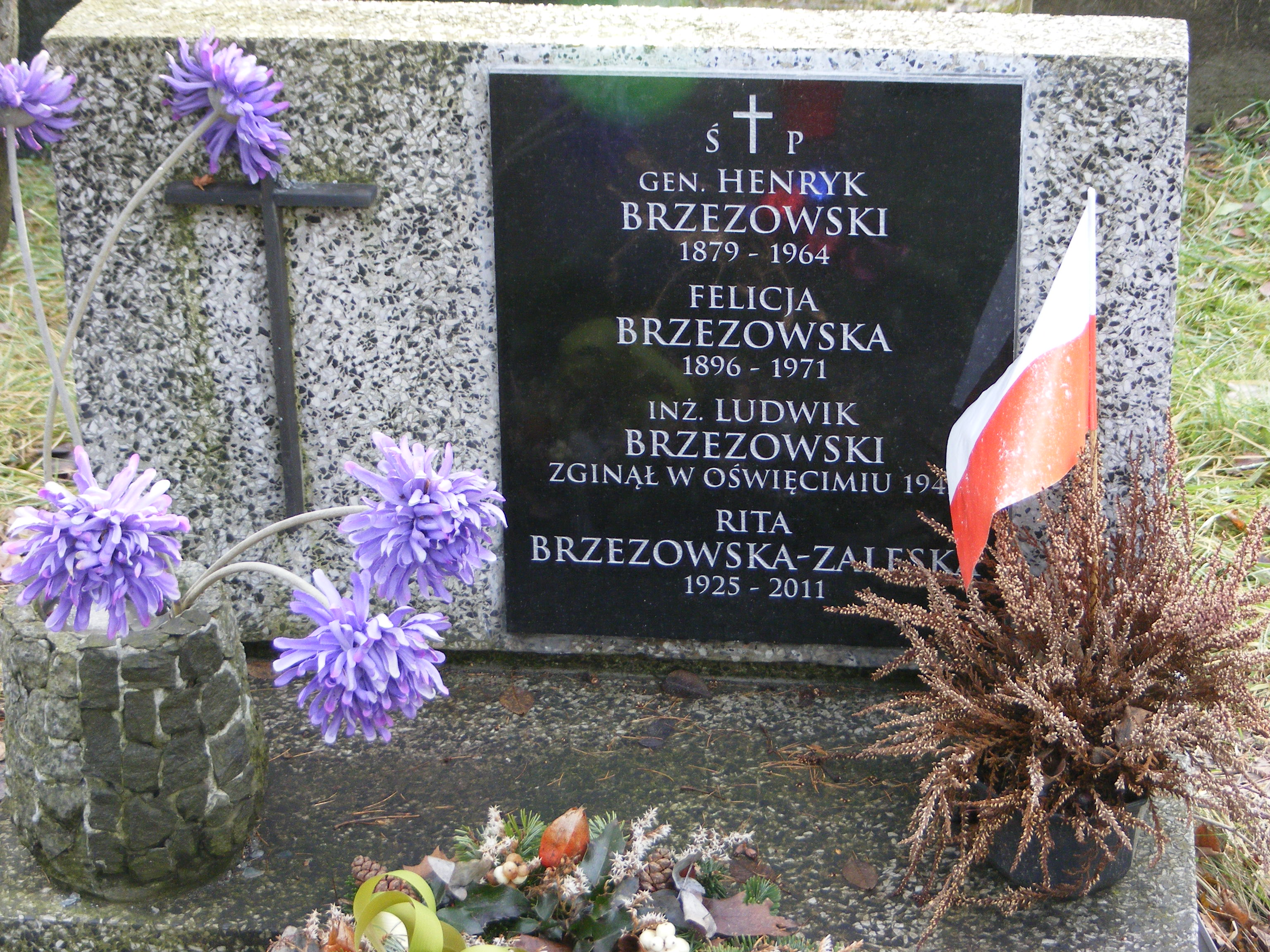
Grób Henryka Brzezowskiego na Cmentarzu Salwatorskim w Krakowie.

W listopadzie 1918 roku przybył do organizującego się w miejscowości Klucze 1 pułku ułanów Ziemi Krakowskiej razem z dużą grupą żołnierzy, koni i materiału byłego c. i k. 2 pułku ułanów. Walczył w wojnie polsko-bolszewickiej. W lutym 1920 stanął na czele 8 pułku ułanów, a w sierpniu tego roku objął dowództwo 7 Brygady Jazdy. 31 sierpnia 1920 dowodził brygadą w bitwie pod Komarowem. W kwietniu 1921 mianowany został dowódcą V Brygady Jazdy w Krakowie. Zimą 1921 został „wysunięty w stopniu i starszeństwie za zasługi bojowe i organizacyjne” przez Komisję generała porucznika Władysława Sikorskiego. 3 maja 1922 został zweryfikowany w stopniu pułkownika ze starszeństwem z dniem 1 czerwca 1919 i 24. lokatą w korpusie oficerów jazdy (od 1924 – kawalerii). W 1924 objął dowództwo 5 Samodzielnej Brygady Kawalerii w Krakowie, pozostając oficerem nadetatowym 8 p.uł.. Od 1 grudnia 1924 do 20 sierpnia 1925 był słuchaczem II Kursu Centrum Wyższych Studiów Wojskowych w Warszawie. 29 listopada 1927 został zwolniony ze stanowiska dowódcy brygady, a z dniem 31 stycznia 1928 przeniesiony w stan spoczynku. W 1934 pozostawał na ewidencji Powiatowej Komendy Uzupełnień Katowice. Posiadał przydział mobilizacyjny do Oficerskiej Kadry Okręgowej Nr V w Krakowie. Był wówczas „przewidziany do użycia w czasie wojny”. Mieszkał w Celestynowie, a później w Krakowie. Prowadził swoją firmę węglową w Krakowie. Założył klub jeździecki w Katowicach i był współorganizatorem budowy toru wyścigowego w tym mieście. W czasie II wojny światowej jego firma działa pod niemieckim nadzorem. Po wojnie podjął pracę w miejskim przedsiębiorstwie budowlanym w Krakowie. Potrącony przez motocykl na jednej z ulic Krakowa po kilku miesiącach zmarł 21 października 1964. Pochowany na Cmentarzu Salwatorskim (sektor SC13-1-48).
11 listopada 1969 prezydent RP na Uchodźstwie August Zaleski awansował go pośmiertnie na generała brygady

## Rodzina
Młodszy brat generała Ludwik (1890-1942) został zamordowany przez Niemców w Auschwitz 27 maja 1942 roku. Generał Henryk Brzezowski miał dwie córki Ritę i Ewę. Rita Brzezowska-Zaleska (1925-2011) pochowana jest wraz z ojcem na Cmentarzu Salwatorskim w Krakowie. 

## Ordery i odznaczenia
- Krzyż Srebrny Orderu Wojskowego Virtuti Militari nr 3031 (30 czerwca 1921)[10]
- Krzyż Walecznych (czterokrotnie, po raz pierwszy w 1921)[11]
- Złoty Krzyż Zasługi (10 listopada 1938)[12][13]
- Krzyż Komandorski Orderu Gwiazdy Rumunii (Rumunia)[13]
- Kawaler Orderu Legii Honorowej (Francja)
- Krzyż Żelazny (Cesarstwo Niemieckie)